# 内菜
内田 和幸（うちだ かずゆき、1969年12月8日 - ）は、日本のリングアナウンサー。LLPW所属。身長172cm。体重68kg。千葉県旭市出身。

## 経歴
1992年7月、LLPW女子プロレス設立と共に募集されたリングアナウンサーオーディションで70倍の難関の中ただ1人合格し9月、LLPW名古屋ダイアモンドホール大会の安田留美対遠藤美月戦でデビュー。
1994年7月14日、LLPW東京体育館大会「闘狂おんな伝説」のメインイベントで行われたチェーンデスマッチ神取忍対ブル中野戦の発案者でもある。
2006年5月、LLPW後楽園ホール大会でプロレスデビュー。
2007年7月、LLPW神戸サンボーホール大会の対ジャンボ堀戦で引退。

## 入場曲
- REAL YOU（山田優）